# عبد القادر عابدين
عبد القادر عابدين (1927- 2003)، هو مُدرّس وقاضٍ في المحكمة الشرعية ومفتي مدينة القدس عام 1994. وُلد في مدينة الخليل، ثم انتقل مع عائلته إلى مدينة القدس، حيث درس في الكلية الإبراهيمية، والتحق بجامعة الأزهر الشريف في مصر ونال شهادة في الشريعة الإسلامية عام 1950، ثم الإجازة في القضاء الشرعي عام 1952، وفي أساليب التدريس عام 1954. عمل مدرّسًا في القاهرة بين عامَيّ (1950-1957) ومن ثم في المملكة العربية السعودية والأردن. عاد إلى القدس عام 1962 ليعمل في مدراس الرشيدية والمأمونية وكلية العروب الزراعية ودار الأيتام الإسلامية، ثم عُيّن قاضيًا شرعيًا في القدس عام 1973، وعضوًا في محكمة الاستئناف الشرعية ثم رئيسًا وقائمًا بأعمال قاضي القضاة حتى تقاعده عام 1998، وعضوًا في الهيئة الإسلامية العليا، وتم تعيينه في منصب مفتي القدس من قبل الحكومة الأردنية لفترة وجيزة بعد وفاة المفتي الشيخ سليمان الجعبري في أكتوبر عام 1994. توفي في مدينة القدس.